# مونچو-جو
مونچو-جو (به ژاپنی: 問注所 もんちゅうじょ、もんぢゅうしょ Moncho-jo) به معنای دفتر مونچو، مؤسسه‌ای است که در شوگون‌سالاری کاماکورا و شوگون‌سالاری موروماچی ژاپن و مسئول امور دعاوی بود. در سال ۱۱۸۴ و در زمان شوگون‌سالاری کاماکورا توسط میناموتو نو یوریتومو بنیانگذاری شد و به عنوان هیئت تحقیق و تفحص به موضوعات حقوقی مانند دعاوی و تجدیدنظر رسیدگی می‌کرد. بیشتر پرونده‌ها شامل حقوق زمین، معاملات تجاری و وام می‌شد. مونچو-جو از بسیاری از جنگ‌های غیر ضروری مبتنی بر مالکیت جلوگیری کرد.
«مونچو» به معنای شنیدن و مقابله با دو طرف در دعوا و غیره یا ثبت مطالب به صورت کتبی است. به عبارت دیگر، «دفتر مونچو» به معنای مکانی است که در آن مونچو (بازجویی) انجام می‌شود. در دوره هی‌آن، مکان خاصی برای اجرای مونچو تعیین نشده بود، اما در شوگون سالاری کاماکورا، مونچو-جو به عنوان مکانی برای اجرای مونچو تأسیس شد.
«مونچو» monchu/monju یادداشت‌های استعلام نوعی رویه دعوی از دوره هی‌آن تا شوگون‌سالاری موروماچی است که در آن یک نهاد دعوی قضایی مانند یک مقام دولتی یا دفتر مرکزی، استدلال‌های طرفین دعوی را بررسی کرده و آنها را به‌طور کتبی ثبت می‌کند و به‌طور گسترده در خود دعوا و در تقابل (مذاکره شفاهی بین طرفین) استفاده می‌شد.